# Otton Nikodym
Otton Marcin Nikodym (ur. 3 sierpnia 1887 w Zabłotowie w Królestwie Galicji i Lodomerii, zm. 4 maja 1974 w Utica w USA) – polski matematyk mający wkład w rozwój teorii miary, analizy funkcjonalnej, równań różniczkowych, twierdzenia Radona-Nikodýma i opisowej teorii mnogości. Jeden z założycieli Polskiego Towarzystwa Matematycznego w 1919.

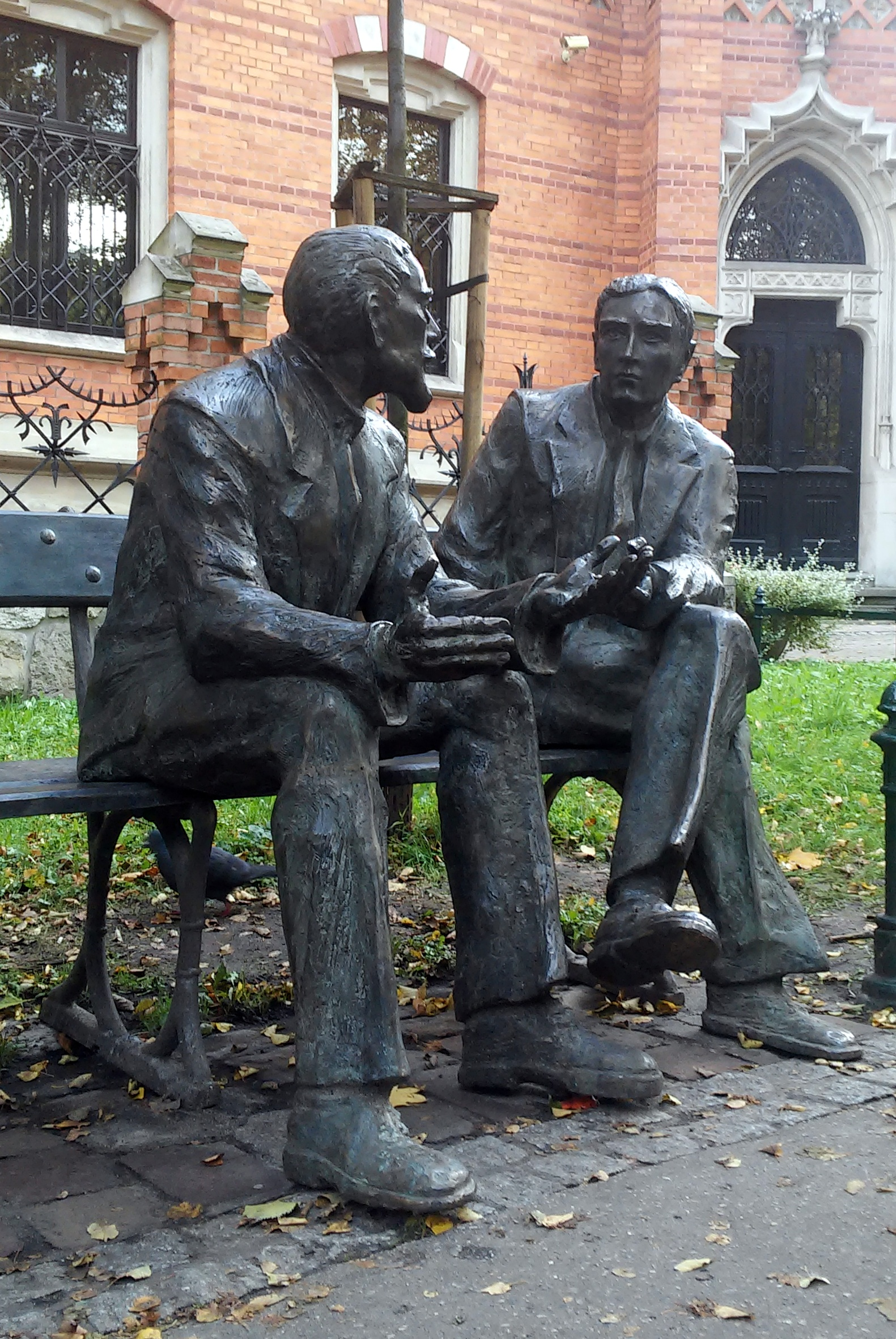
Ławka z figurami Ottona Nikodyma i Stefana Banacha na krakowskich Plantach (według projektu Stefana Dousy, odsłonięta 14 października 2016).

## Życiorys
Otton Marcin Nikodym urodził się w Zabłotowie koło Kołomyi w prowincji Stanisławów w rodzinie rzymskokatolickiej. Jego ojciec Otton Bogusław był inżynierem chemikiem i pochodził ze starej czeskiej rodziny Nikodymów ze Zlutic. Zginął w wypadku, gdy Otton miał zaledwie rok, a wkrótce potem zmarła również jego matka Marianna Cyprian, pochodząca z włoskiej rodziny. Wychowywali go dziadkowie ze strony matki, Marcin Cyprian (pochodzenia włoskiego) i Amalia Bott de Pirot (pochodzenia francuskiego). Marcin Cyprian kształcił się na architekta.
"Miał żywy umysł i szerokie horyzonty, lubił dawać swoim dzieciom do rozwiązania zadania matematyczne. Wujkowie Ottona powiedzieli mu wiele lat później, że jego matka Marianna była znakomita w rozwiązywaniu zadań."
Marcin Cyprian został dyrektorem fabryki tytoniu w Wiedniu i przeprowadził się z rodziną.  To właśnie w Wiedniu Otton, pierwotnie mówiący po polsku, rozpoczął edukację, został wysłany do rzymskokatolickiej szkoły z internatem, gdzie nauczył się biegle mówić po niemiecku. Po krótkim pobycie w Wiedniu cała rodzina wróciła do Lwowa w 1897 r., gdzie uczęszczał do gimnazjum matematycznego.
Na początku lat 1900. na Uniwersytecie Lwowskim było tylko dwóch profesorów matematyki, Józef Puzyna i Jan Rajewski, a nie było asystentów matematyki. Józef Puzyna ukończył doktorat we Lwowie, a następnie wyjechał do Niemiec, gdzie uczęszczał na wykłady Kroneckera i Fuchsa. Został mianowany profesorem na Uniwersytecie Lwowskim w 1892 roku. Jan Rajewski również otrzymał doktorat we Lwowie i został mianowany profesorem w 1900 roku. Rajewski zmarł jednak w 1906 roku i nigdy nie uczył Ottona. W 1908 roku Wacław Sierpiński został mianowany wykładowcą matematyki. Wykłady z fizyki teoretycznej prowadził Marian Smoluchowski. Smoluchowski studiował w Wiedniu, następnie w laboratorium Kelvina w Glasgow, w Paryżu i w Berlinie. W 1906 roku Jan Łukasiewicz złożył rozprawę habilitacyjną we Lwowie i zaczął wykładać logikę. Kazimierz Twardowski, który otrzymał doktorat i habilitację z filozofii na Uniwersytecie Wiedeńskim, został mianowany do Lwowa.
Otto Nikodym studiował u Sierpińskiego, Puzyny, Smoluchowskiego i innych wymienionych powyżej. Największy wpływ na niego wywarło seminarium Sierpińskiego z matematyki wyższej i seminarium Smoluchowskiego z fizyki teoretycznej. Inni, którzy uczyli Nikodyma, to Konstanty Zakrzewski, który uczył fizyki, Bronisław Radziszewski, który uczył chemii, Tadeusz Mańkowski, który uczył pedagogiki, i Jan Łukasiewicz, który uczył filozofii.
Studia matematyczne na wydziale matematyki Uniwersytetu Lwowskiego ukończył w 1911. Doktoryzował się w 16 czerwca 1924 na Uniwersytecie Warszawskim na podstawie rozprawy Przyczynki do teorii zbiorów, a w lipcu 1927 się tam habilitował. Do roku 1944 mieszkał w Warszawie, po powstaniu warszawskim zamieszkał w Krakowie. 1 kwietnia 1945 został profesorem nadzwyczajnym na tworzącej się Politechnice Krakowskiej, ale w 1946  razem z żoną Stanisławą opuścił Polskę. Wyjechali do Belgii, następnie do Francji. Od 1948 do 1965 pracował w Kenyon College w stanie Ohio w Stanach Zjednoczonych. Po 1947 napisał około 50 prac badawczych.
Członek Polskiego Towarzystwa Naukowego na Obczyźnie (od 1960).
Nikodym był dydaktykiem i popularyzatorem matematyki, autorem audycji radiowych o matematyce. Posługiwał się biegle i wykładał w 5 językach.

## Przykładowe prace
- Twierdzenie Nikodyma o ograniczoności.
- Nikodym podał konstrukcję podzbioru N kwadratu jednostkowego na płaszczyźnie, którego miara jest równa 1 i który ma taką własność, że dla każdego punktu {\displaystyle x\in N} istnieje prosta {\displaystyle \ell } przechodząca przez ten punkt i taka że {\displaystyle N\cap \ell =\{x\}.} (Jest to tzw. zbiór Nikodyma.)
- W 1930 uogólnił wynik Johanna Radona do twierdzenia zwanego dziś twierdzeniem Radona-Nikodyma.